# Platynota idaeusalis
Platynota idaeusalis (tên tiếng Anh: Tufted Apple Bud Moth) là một loài bướm đêm thuộc họ Tortricidae. Nó được tìm thấy ở miền đông Bắc Mỹ, từ Ontario, phía nam đến Florida, phía tây đến Oklahoma.
Sải cánh dài 12–25 mm. Con trưởng thành bay từ tháng 6 đến tháng 7 in the north. Có nhiều lứa trong năm.
Ấu trùng ăn the leaves of various plants, bao gồm cây táo, ash, walnut, boxelder, clover, goldenrod, pine và cây liễu. It is considered one of the most serious direct pest of cây táos in the giữa-Atlantic region of North America.

## Hình ảnh

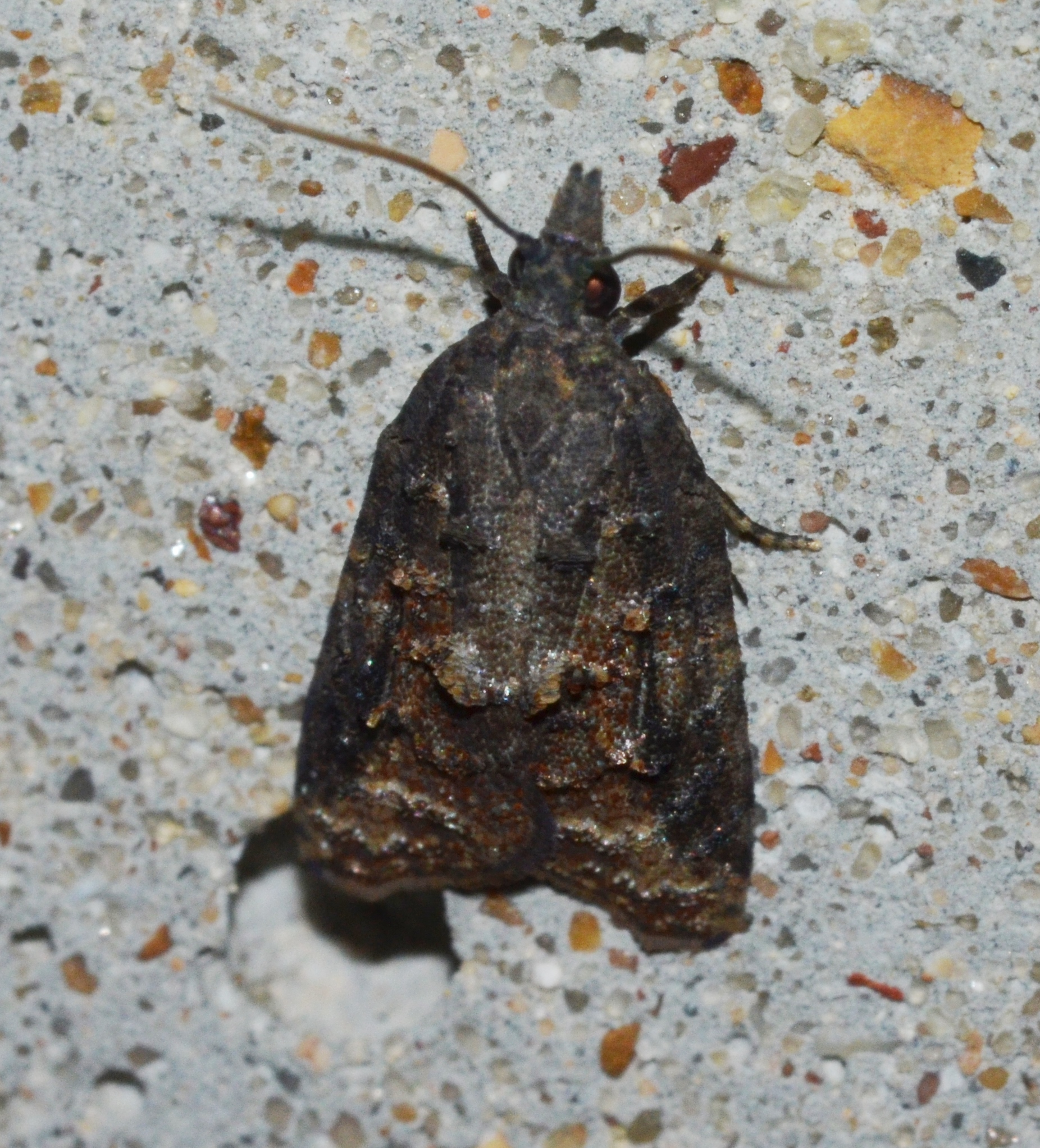